# Christiansted
Christiansted is een plaats op het eiland Saint Croix op de Amerikaanse Maagdeneilanden. Het was de hoofdstad van het voormalige Deens-West-Indië van 1754 tot 1871. In 1917 werd het eiland aan de Verenigde Staten verkocht. In 2020 had de plaats 1.866 inwoners.

## Geschiedenis
In de jaren 1640s werd door de Nederlanders een klein dorpje aan de natuurlijke haven gebouwd. Door de Britten en Fransen werd het dorp uitgebreid, maar werd later weer verlaten. Op 13 juni 1733 werd Saint Croix gekocht door de Deense West-Indische en Guineese Compagnie. Christiansted werd gepland als nieuwe hoofdplaats en vernoemd naar koning Christiaan VI van Denemarken.
In september 1733 werd begonnen met de constructie van Fort Christiansværn. Het fort werd gebouwd op de restanten van het Franse Fort Saint John uit 1645 dat later door een orkaan was verwoest. In 1740 was een pakhuis in het fort gereed en kon worden gebruikt als slavenmarkt. Het pand heeft een Hollandse trapgevel en is waarschijnlijk een restauratie van een Nederlandse voorganger. In 1749 was het fort gereed en is met zijn felgele kleur een opvallend onderdeel van de stad.
In 1754 werd Saint Croix een kroonkolonie van Denemarken, en werd Christiansted de hoofdstad van Deens-West-Indië. In 1871 werd de hoofdstad verplaatst naar Charlotte Amalie op het eiland Saint Thomas.

## Bezienswaardigheden
In het stadje zijn veel oude gebouwen in Deense stijl te vinden, gebouwd door Afrikaanse slaven. De veerboot naar Saint Thomas vertrekt uit de haven van Christiansted.
Het eiland Protestant Cay ligt voor de haven van Christiansted en heeft het dichtstbijzijnde strand. Het is per veerboot te bereiken vanaf de haven.

### Friedensthal Mission
De Friedensthal Mission is een kerk van de Evangelische Broedergemeente. De Evangelische Broedergemeente kwam in 1734 naar Saint Croix om de slaven te onderrichten. De huidige kerk dateert uit 1852 en verving een oudere kleine kerk. Het parochiehuis dateert uit 1838. In 1976 kregen de gebouwen monumentenstatus.

### Government House

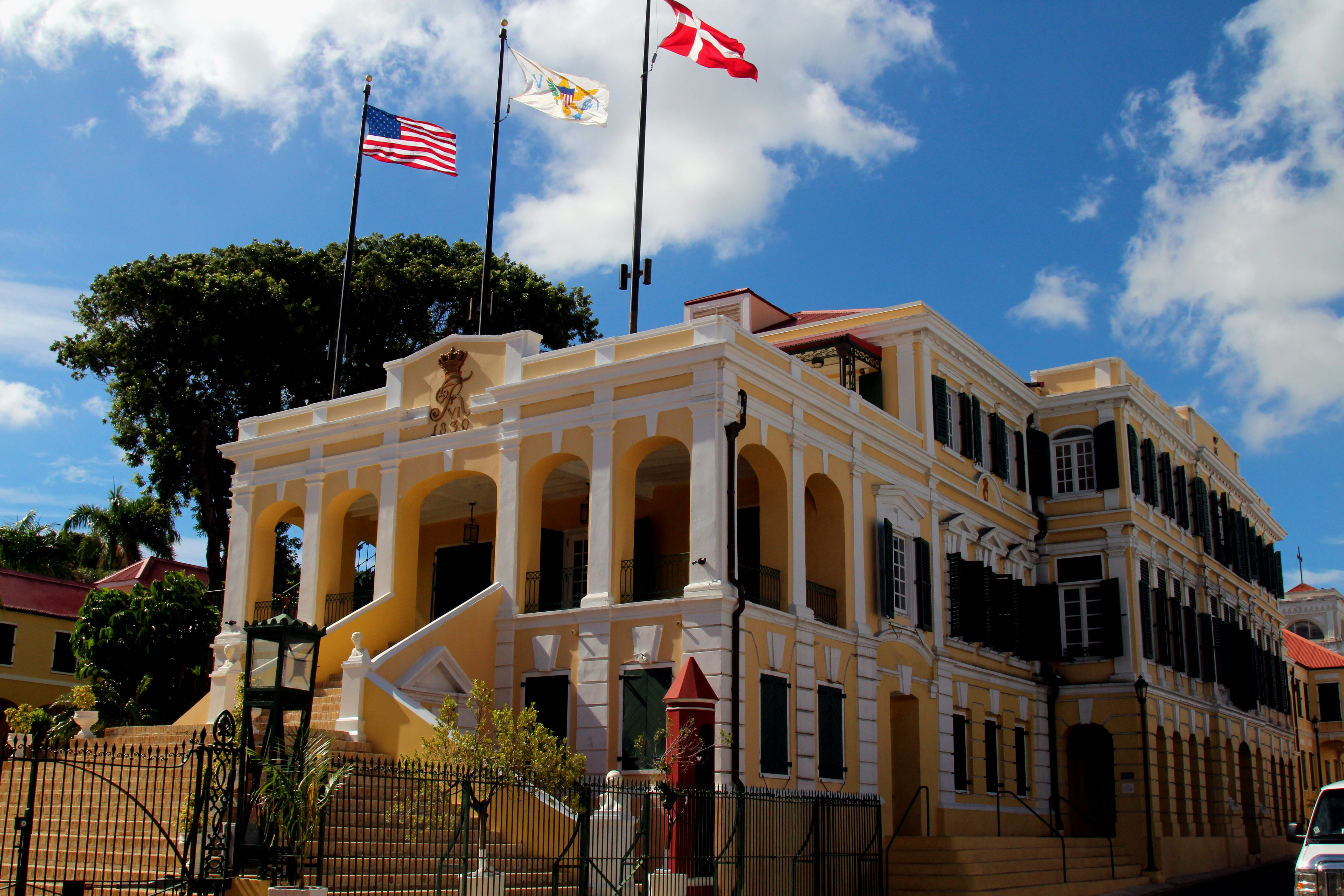
Government House

Het Government House bestaat uit drie gebouwen die aan elkaar zijn toegevoegd. Het Schopenhuis dateert uit 1747. Tussen 1794 en 1797 werd het Søbøtkerhuis gebouwd en was eigendom van Adam Søbøtker, de grootste grondbezitter van Deens-West-Indië. In 1777 werd het Schopenhuis aangekocht door de overheid en het Søbøtkerhuis volgde in 1829. In 1830 werden de twee panden verbonden met een derde pand, en dienden als regeringsgebouw voor Deens-West-Indië en als residentie van de gouverneur. Anno 2022 vervult het gebouw nog steeds de functie als overheidsgebouw en residentie van de gouverneur.

## Sport
Het Bethlehem Voetbalstadion is een multifunctioneel stadion in Christiansted dat gebruikt door het nationale voetbalelftal. Het stadion heeft de capaciteit van 1.000 toeschouwers.

## Geboren
- Judah Benjamin (1811-1884), politicus
- Tim Duncan (1976), basketballer
- Adrian Durant (1984), sprinter

## Galerij

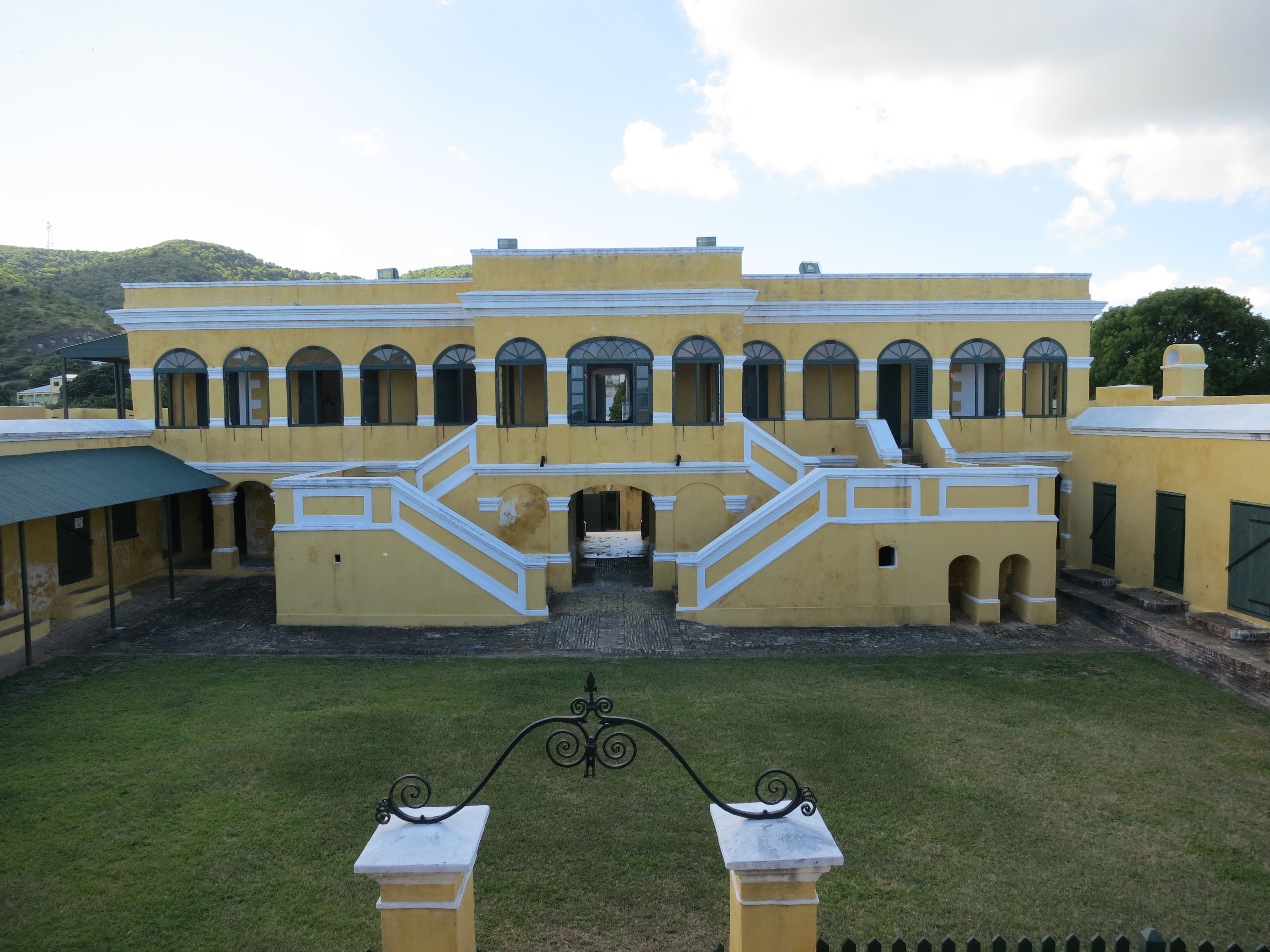
Binnenplaats van de Fort Christiansværn
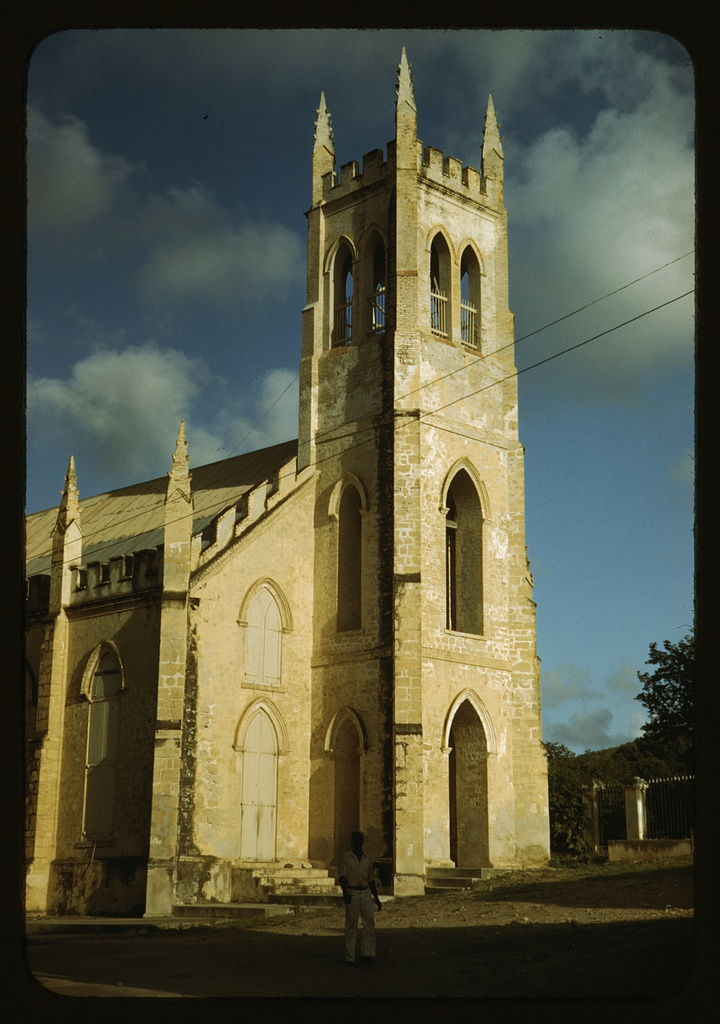
St. John's Episcopal Church (1941)
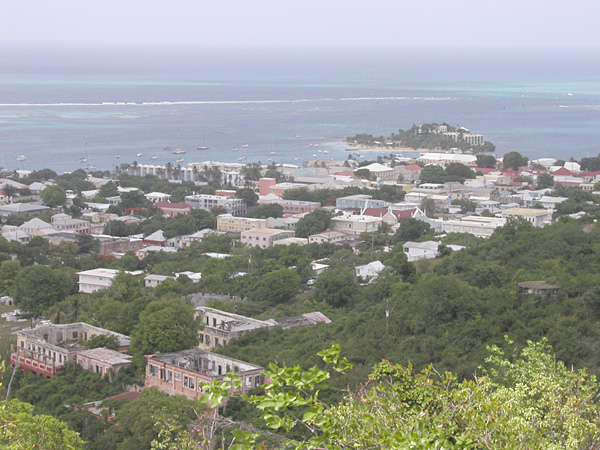
Zicht op Christiansted
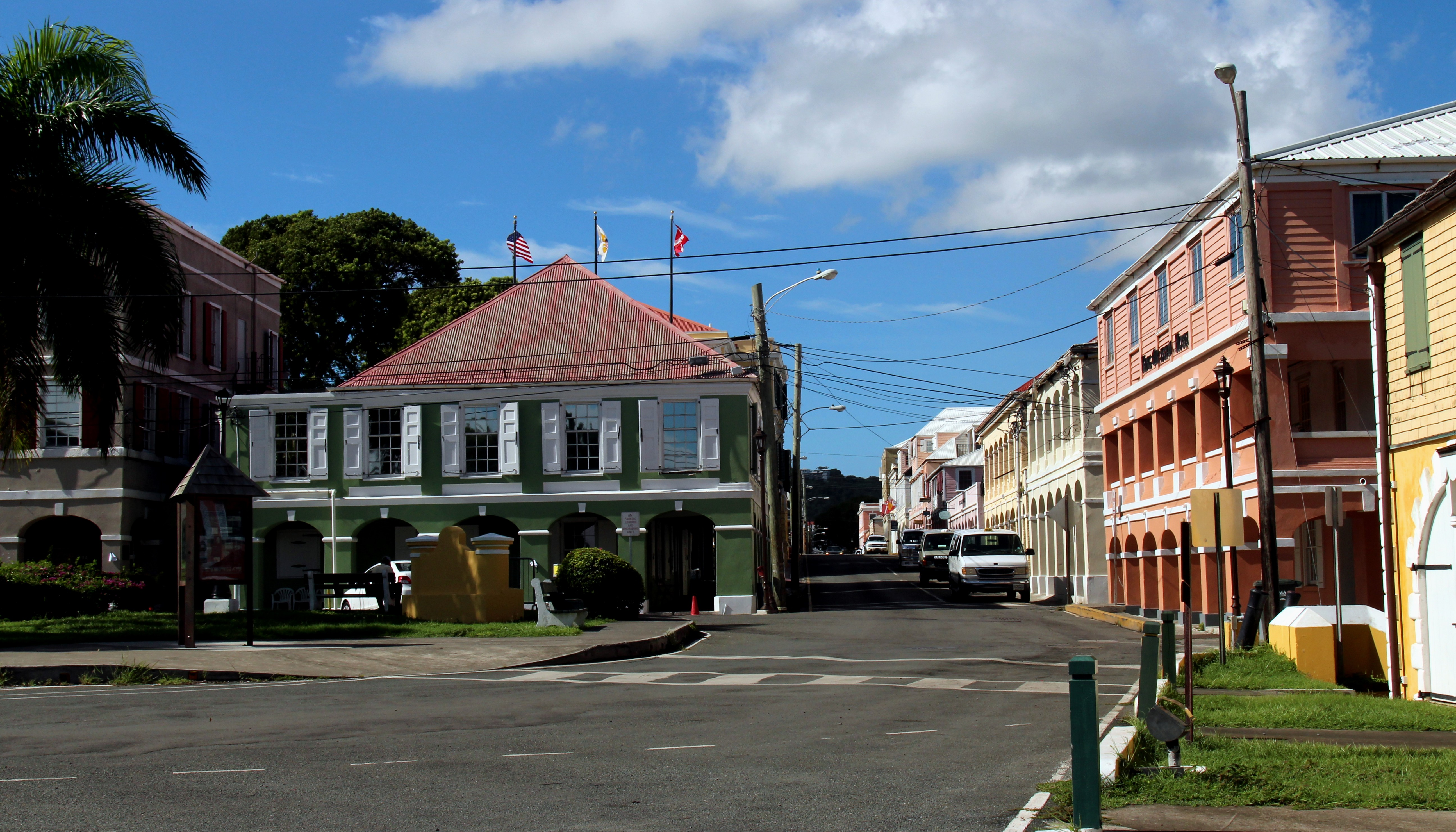
Centrum van Christiansted

- Gemeinsame Normdatei: 1048760367
- Library of Congress Control Number: n82017226
- MusicBrainz: 48e9589b-3b33-4367-ae71-d8a6097bc3be
- National Archives and Records Administration: 10044707
- Nationale Bibliotheek van Israël: 987007555007805171
- Système universitaire de documentation: 268497044
- Virtual International Authority File: 148836332
- WorldCat: E39PBJvHcgXtjmW94KTfGr7fv3

Charlotte Amalie · Christiansted · Coral Bay · Cruz Bay · East End · Frederiksted · Sion Farm · Tutu